# Nicoletta Romanoff
Nicoletta Romanoff (* 14. Mai 1979 in Rom; eigentlich: Nicoletta Consolo) ist eine italienische Schauspielerin.

## Biografie
Die Tochter des der postfaschistischen Alleanza Nazionale angehörenden Politikers Giuseppe Consolo und der aus altem russischem Adel stammenden Natalja Nikolajewna Romanowa besuchte in Rom die Marymount International School. Nach ihrem mit besten Noten erreichten Abschluss 1997 zog sie nach Paris, um dort Kunstgeschichte zu studieren. Gleichzeitig stand sie bei der Modelagentur Ford Models unter Vertrag. 1999 heiratete sie den Filmproduzenten Federico Scardamaglia, mit dem sie zwei Söhne hat (* 1999 und 2000).
2002 wurde sie von Regisseur Gabriele Muccino unter 600 Aspirantinnen für den Film Ricordati di me (2003) ausgewählt. In ihrer Rolle als hemmungslos eine Karriere beim Fernsehen anstrebende Tochter einer dysfunktionalen Familie erntete sie international das Lob der Kritiker. Zudem wurde sie für den David di Donatello als „Beste Nebendarstellerin“ nominiert und erhielt den Guglielmo-Biraghi-Preis der Italienischen Filmkritik. 2005 spielte sie in der Miniserie Un anno a primavera die Hauptrolle einer psychisch traumatisierten jungen Frau. 2007 war sie in der Filmbiografie des 2004 an einer Überdosis Kokain verstorbenen Radrennfahrers Marco Pantani als dessen Freundin zu sehen.
2004 trennte sie sich von ihrem Ehemann und lebt seitdem mit dem Schauspieler Giorgio Pasotti zusammen. Eine gemeinsame Tochter wurde 2010 geboren.

## Filmografie (Auswahl)
- 2003: Ricordati di me
- 2005: Un anno a primavera
- 2007: Il pirata: Marco Pantani
- 2007: Cardiofitness
- 2010: Dalla vita in poi
- 2012: Eine Wohnung für drei (Posti in piedi in paradiso)
- 2015: Crushed Lives - Il sesso dopo i figli
- 2017: La casa di famiglia
- 2020: Auf alles, was uns glücklich macht (Gli anni più belli)
- 2021: L’ispettore Coliandro (Fernsehserie, Folge 8x03)